# Tyler Vilus
Tyler Vilus, ou de son nom de guerre Abou Hafs-al-Faransi, né en avril 1990 à Troyes, est un djihadiste français, membre de l'État islamique. Il rejoint l'organisation en Syrie de 2013 à 2015 avant d'être arrêté alors qu'il tente de gagner l'Europe.
Accusé d'un double meurtre en Syrie et de projeter un attentat en France, il est condamné à la réclusion à perpétuité en 2021.

## Jeunesse
Tyler Vilus est né en avril 1990 à Troyes, d'un père chrétien évangéliste originaire de Martinique, qualifié de « fanatique », qui abandonne sa famille. Sa mère Christine Rivière est issue d'une famille de forains et travaille en tant qu'ouvrière puis surveillante d'établissement pour personnes handicapées. Grandissant d'abord dans une cité populaire de la ville, Tyler Vilus s'installe ensuite avec sa mère et son demi-frère dans une petite ville à proximité de Perpignan, où il aurait subit le racisme de certains habitants. À l'âge de sept ans, on lui diagnostique la maladie de Crohn et il est hospitalisé plusieurs fois. Bagarreur, son parcours scolaire est difficile : il échoue au brevet et quitte son collège. Il est recalé de la Légion étrangère à l'âge de 18 ans puis bascule dans la délinquance. Il trafique du cannabis et participe par ailleurs à des soirées alcoolisées. En 2010, il est condamné pour violences aggravées. À l'âge de 21 ans, il se convertit à l'islam après une discussion avec un imam de la région parisienne. Il adopte rapidement des positions très radicales, de même que sa mère, avec laquelle il entretient une relation fusionnelle.

## Djihad en Syrie

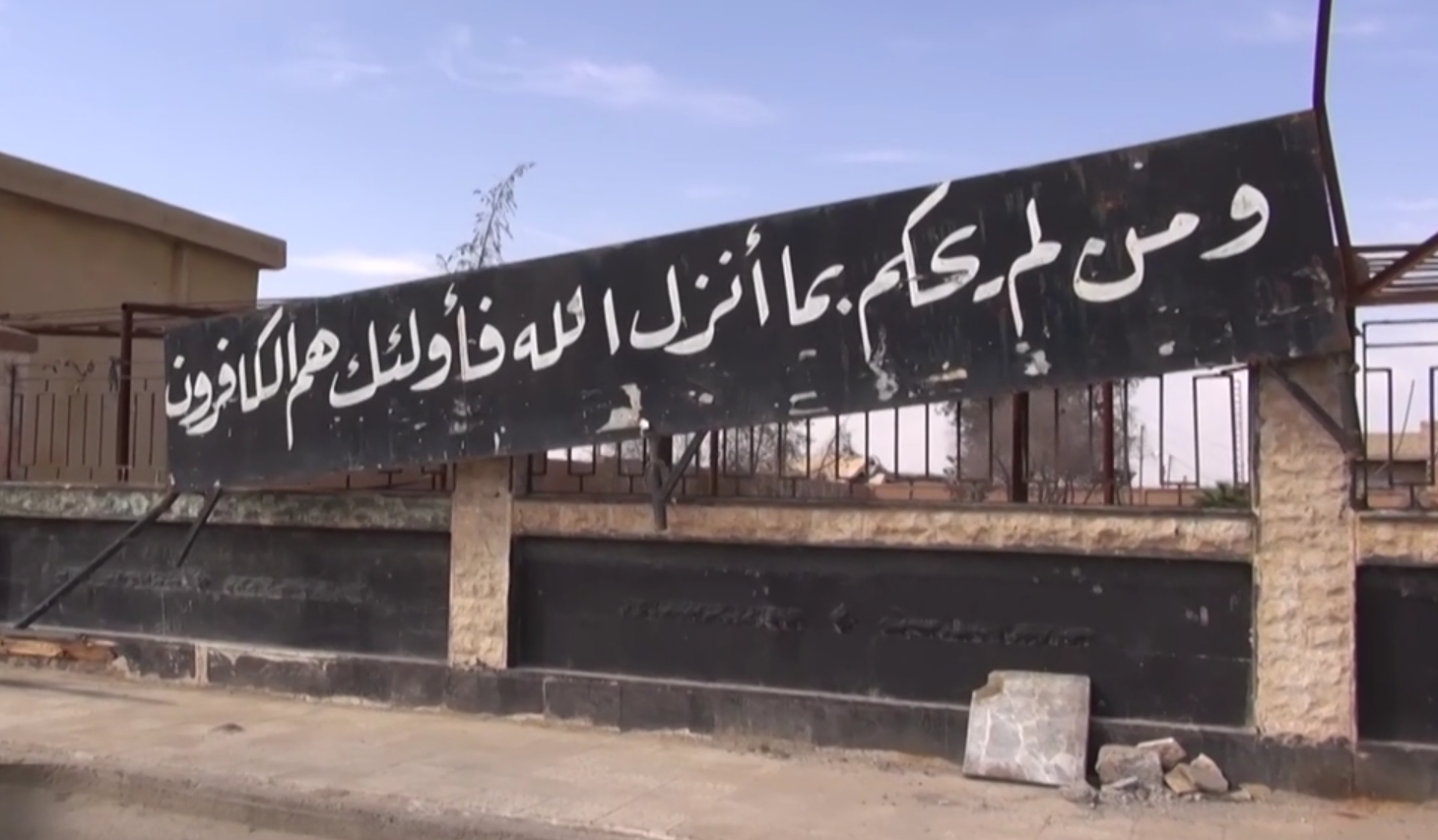
Panneau de l'État islamique à Al-Chaddadeh proclamant « Ceux qui ne sont pas soumis à Allah seront considérés comme des infidèles ».

En 2011, il quitte une formation en travaux publics qu'il suivait à Bernes-sur-Oise (Île-de-France) pour s'installer avec sa mère en Tunisie, comme de nombreux militants islamistes après la chute du dictateur Ben Ali. Au sein d'une mosquée de Marsa, il se rapproche du groupe salafiste Ansar al-Charia, qui sera responsable de nombreux départs pour le djihad en Syrie. Il épouse sur place une femme suisse. Le 24 septembre 2012, il participe à l'attaque de l'ambassade américaine à Tunis, lors de laquelle des manifestants tentent de mettre le feu au bâtiment.
Après un premier séjour en Syrie en octobre 2012, Tyler Vilus retourne en Tunisie puis en France, car il apprend le 28 décembre 2012 que sa femme a accouché d'une petite fille nommée Hafsa une semaine plus tôt. Cependant, son épouse le quitte pour rentrer en Suisse. Le 24 mars 2013, il est l'un des premiers djihadistes français à s'installer en Syrie pour participer à la guerre civile. Il prend comme nom de guerre Abou Hafs-al-Faransi, littéralement « Père de Hafs le Français ». Il est rapidement rejoint par sa mère, qui recrute des jeunes femmes pour les faire venir en zone de guerre. 
Après s'être rapproché d'Omar Omsen et du Front al-Nosra, il rejoint la Katibat al-Muhajirin. Après des scissions, il intègre finalement l'État islamique en Irak et au Levant (EIIL, ou Daech). Combattant près d'Alep, il devient rapidement le chef (émir) d'un petit groupe de combattants français. Il participe également à la propagande de l'organisation et au recrutement de combattants, ainsi qu'à des opérations de police contre les rivaux de son organisation. Il est à ce titre soupçonné de tortures et d’exécutions sommaires. Sa mère l'encourage dans son ascension. Il fait notamment venir en Syrie une femme depuis la Canada pour quelle devienne son épouse, ainsi que le frère de celle-ci, et prend une seconde épouse sur zone. Il piège et dénonce Mourad Farès à sa hiérarchie alors que celui-ci tente de former un groupe indépendant. Le 12 février 2014 à Haritan, est captée une vidéo où Abdelhamid Abaaoud tracte une dizaine de corps de rebelles syriens anti-Bachar el-Assad, insultés de « kouffars » par le Belge. Sur les réseaux sociaux, Tyler Vilus affirme avoir participé à ces combats et explique « Si vous saviez tout ce qu’on fait, mdrrr. Ce n’est qu’une petite partie qu’on voit là ».
À partir du printemps 2014, il rejoint Al-Chaddadeh, un bastion de l'État islamique dans l'est de la Syrie, après avoir dû fuir l'ouest syrien d'où l'organisation a été chassée par les rebelles. Il est membre de la police islamique, notamment chargé d'éliminer les « traitres » et de faire appliquer la charia, comme le révéleront les archives de l'organisation découvertes par les milices YPG en 2016. En mai 2014, il se félicite de l'attentat du musée juif de Belgique, le premier de Daech en Europe et commis par Mehdi Nemmouche, l'un de ses proches. Le 19 mai 2015, il apparait dans une vidéo de l'organisation où deux prisonniers sont exécutés, dont un combattant rebelle. Il est proche de la cellule de combattants Français et Belges les plus notoires, dont trois des futurs terroristes des attentats du 13 novembre 2015 Abdelhamid Abaaoud, Samy Amimour et Ismaël Omar Mostefaï. Très actif sur les réseaux sociaux, il appelle souvent à commettre des attentats en France : « Élancez-vous, faites couler leur sang impur autant que vous le pouvez, terrorisez cette bande de sous chiens sales plus qu'ils ne le sont déjà ».

## Arrestation
Tyler Vilus est arrêté le 2 juillet 2015 à l'aéroport d'Istanbul alors qu'il tentait de rejoindre Prague. Il est en possession d'un passeport suédois, qu'il a emprunté à un combattant de l'organisation qui lui ressemble physiquement. Les douaniers turques remarquent toutefois des différences avec la photo d'identité et tentent de le faire parler en suédois, ce dont il est incapable. Il est d'abord placé en rétention administrative et les services turques transmettent sa photographie à divers services de renseignement. La DGSI se manifeste, et il est expulsé vers la France le 21 juillet,. Il est accusé d'avoir tenté de rejoindre l'Europe pour commettre une attaque terroriste, du fait de ses échanges de messages avec Abdelhamid Abaaoud lorsqu'il est retenu en Turquie (« quand je sors j'agis »), alors que celui-ci est chargé de coordonner des attaques, notamment depuis l'appel du porte-parole de l'État islamique al-Adnani à viser la France en priorité.
Il est placé en détention provisoire et seulement parfois à l'isolement, un tribunal administratif ayant annulé cette mesure à deux reprises. L'administration pénitentiaire le décrit comme « charismatique et idéologue » avec un « leadership certain » sur ses co-détenus. Il parvient à réunir autour de lui une quinzaine de détenus radicalisés lors de séances sportives, soupçonnées d'être des entrainements militaires. Il est également décrit par les gardiens comme « poli, courtois ». Il passe une licence de philosophie par correspondance lors de sa détention. 
En 2017, sa mère est jugée pour son activité de recruteuse au sein de Daech. Après trois séjours en Syrie, elle était rentrée en France afin de récolter des fonds pour l'organisation et d'aider des femmes à rejoindre la Syrie, jusqu'à son interpellation le 2 juillet 2014. Particulièrement radicalisée, elle partage sur Facebook des photographies de décapitations et de crucifixion de l'organisation. En détention, elle poursuit son travail de prosélytisme. « Tout ce que j’ai fait, je l’ai fait pour mon fils » affirme t-elle, sans critiquer les actions de son fils : « Depuis qu’il est musulman, il a un meilleur comportement. ». Elle est condamnée à dix ans de prison, la peine maximale. Lors de son procès en appel l'année suivante, elle émet cette fois des regrets, mais est condamnée à la même peine. 

## Procès
Tyler Vilus est jugé par la Cour d'assises spéciale de Paris du 25 juin au 3 juillet 2020. Tous lui reconnaissent une certaine intelligence, tandis qu'il s'exprime abondamment et avec éloquence lors de son procès. Un djihadiste interrogé lors de l'enquête le décrit comme hiérarchiquement élevé au sein de l'organisation et particulièrement radical et violent, davantage encore qu'Abdelhamid Abaaoud (« Il voulait tuer tous les ennemis du Califat » explique le témoin). Il affirme que Vilus faisait partie de l'Amniyat, les services de renseignement de l'organisation, et qu'il était chargé de kidnapper des individus afin de les forcer à prêter allégeance à l’État islamique sous peine de décapitation. Selon le djihadiste belge Tarik Jadaoun, qui s'est remarié avec l'une des femmes de Vilus, celui-ci avait rejoint l'Europe pour participer aux attentats du 13 novembre 2015.
En plus d'être poursuivi pour association de malfaiteurs terroriste criminelle et direction d’une entreprise terroriste, la justice l'accuse également de meurtres en bande organisée, à raison de la vidéo publiée par Daech en mai 2015 où il apparait à proximité des bourreaux qui exécutent deux prisonniers. Concernant la première accusation, il nie d'abord être revenu en Europe pour commettre un attentat et affirme avoir fait croire le contraire à Abaaoud pour quitter l'organisation (« À mon avis, il devait être content que je lui propose ça, car il n'avait sans doute que des bras cassés pour ses opérations »). Concernant la deuxième accusation, il affirme n'avoir été qu'un spectateur de l'exécution. 
Le 1er juillet 2020, il finit par admettre avoir quitté la Syrie pour « mourir les armes à la main » et évoque des attaques contre les forces de l'ordre. Le 3 juillet 2020, il est reconnu coupable de toutes les accusations retenues contre lui, y compris du double meurtre en Syrie. L'accusation estime qu'il a joué le rôle de chef de la sécurité durant l'exécution, notamment dans le but de contenir la foule autour de la scène, étant donné qu'il porte l'uniforme et un talkie-walkie. Pour le journaliste de Mediapart Matthieu Suc : « aucun djihadiste n’a jamais été aussi loin dans ses aveux, n’a autant assumé son appartenance à l’État islamique, et pourtant on en ressort frustré qu’il n’en ait pas dit plus. Il faut dire qu’on le soupçonne d’avoir fait tellement pire. ». Il est condamné à 30 ans de prison, dont 20 ans de sureté, soit moins que la perpétuité réclamée par le parquet. 
Le parquet national antiterroriste fait appel de la décision, jugée trop clémente. Lors du procès en appel en septembre 2021, Tyler Vilus dit avoir pris du « recul » sur son idéologie et minimise son rôle au sein de l'organisation. L'accusation estime néanmoins le risque de récidive important et pointe une « attraction irrésistible pour la violence » de l'accusé. Il est condamné à la réclusion criminelle à perpétuité avec une période de sureté de 22 ans, la peine maximale.